# Boží oko

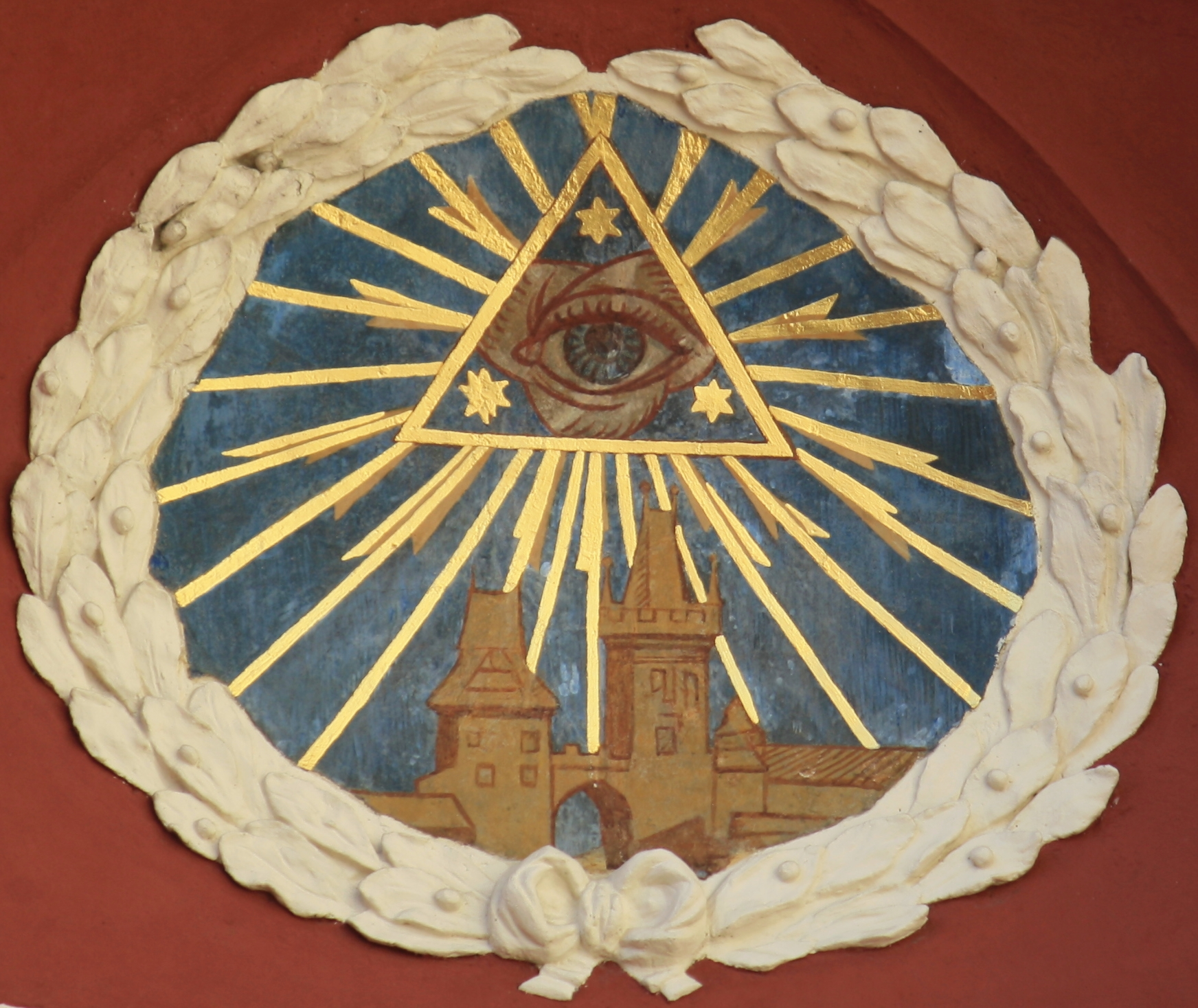
Boží oko – barokní domovní znamení pražského domu.

Boží oko, případně oko Prozřetelnosti, je symbol lidského oka v trojúhelníku, často ještě obklopený paprsky.

## Křesťanské užití
Používá se v křesťanském umění od renesance. Oko představuje Boží vševědoucnost a trojúhelník svatou Trojici. Objevuje se například na obrazech nebo na fasádách i vnitřní výzdobě barokních a klasicistních chrámů. Jedním z nejstarších vyobrazení je na obraze Hostina v Emauzích z r. 1525 od Jacopa da Pontormo.

## Mimonáboženský symbol
Symbol získal oblibu i mimo náboženskou sféru, nalezneme ho například na rubu pečeti Spojených států amerických (1782), která je také zobrazena na jednodolarové bankovce, nebo Deklaraci práv člověka a občana z roku 1789. Trojúhelník pak někdy bývá vykládán jako symbol pyramidy, která se také objevuje na americké pečeti. Objevuje se celosvětově na znacích obcí, či jiných územních celků. 

### Zednářský symbol
Symbol bývá často dáván do souvislosti s okultismem a svobodným zednářstvím. Zvláště na symbolu na americké pečeti pak staví některé teorie spiknutí, např. Ilumináti, což je zpracované například ve filmu Lovci pokladů.

## Galerie

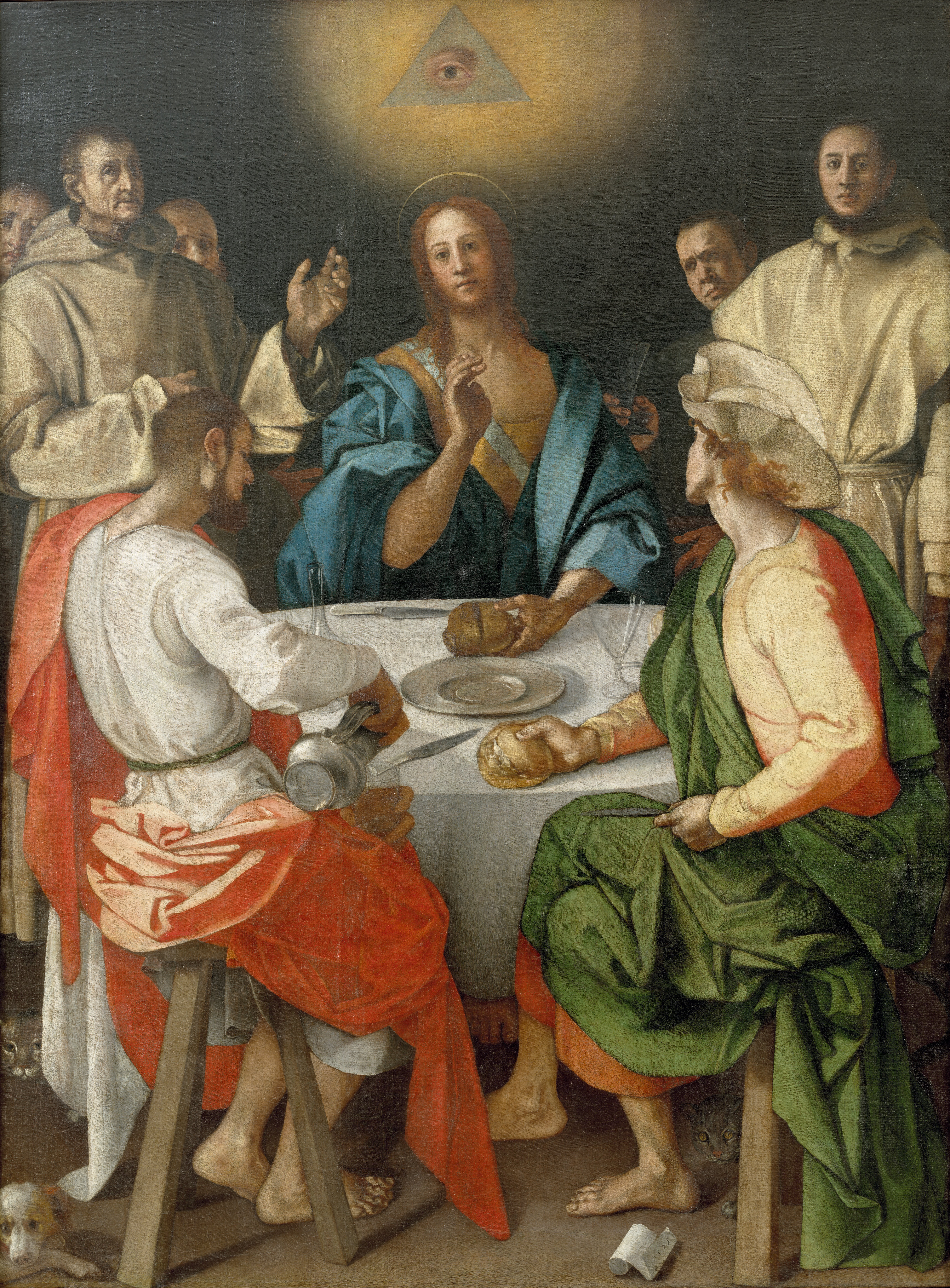
Pontormo: Hostina v Emauzích, 1525
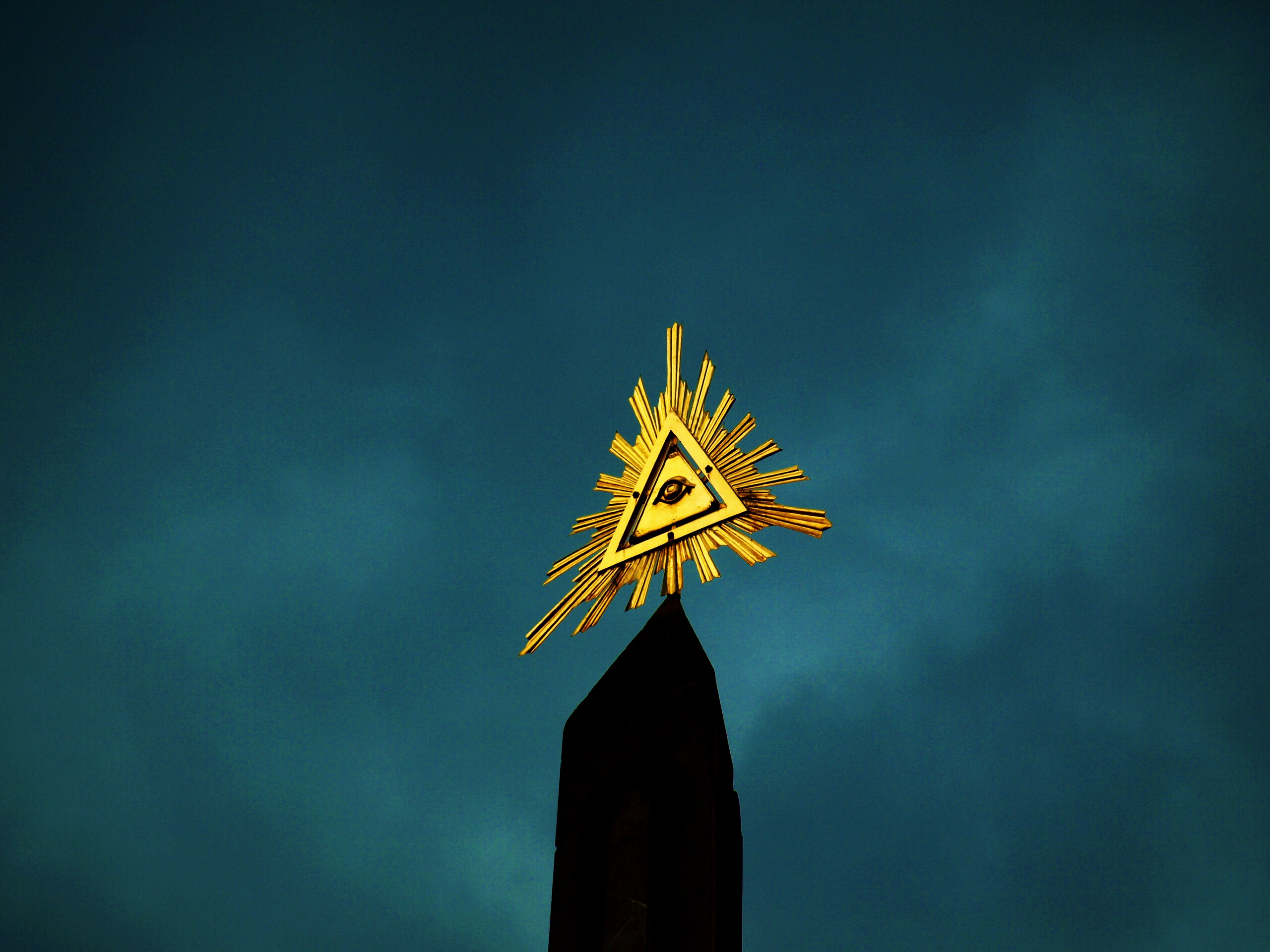
Sloup nejsv. Trojice na Malostranském náměstí
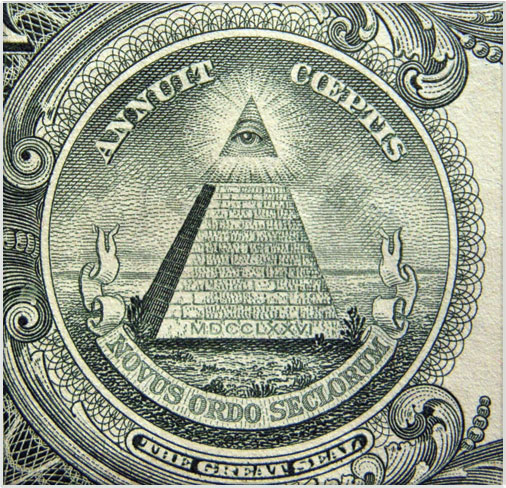
Revers pečeti USA na dolarové bankovce
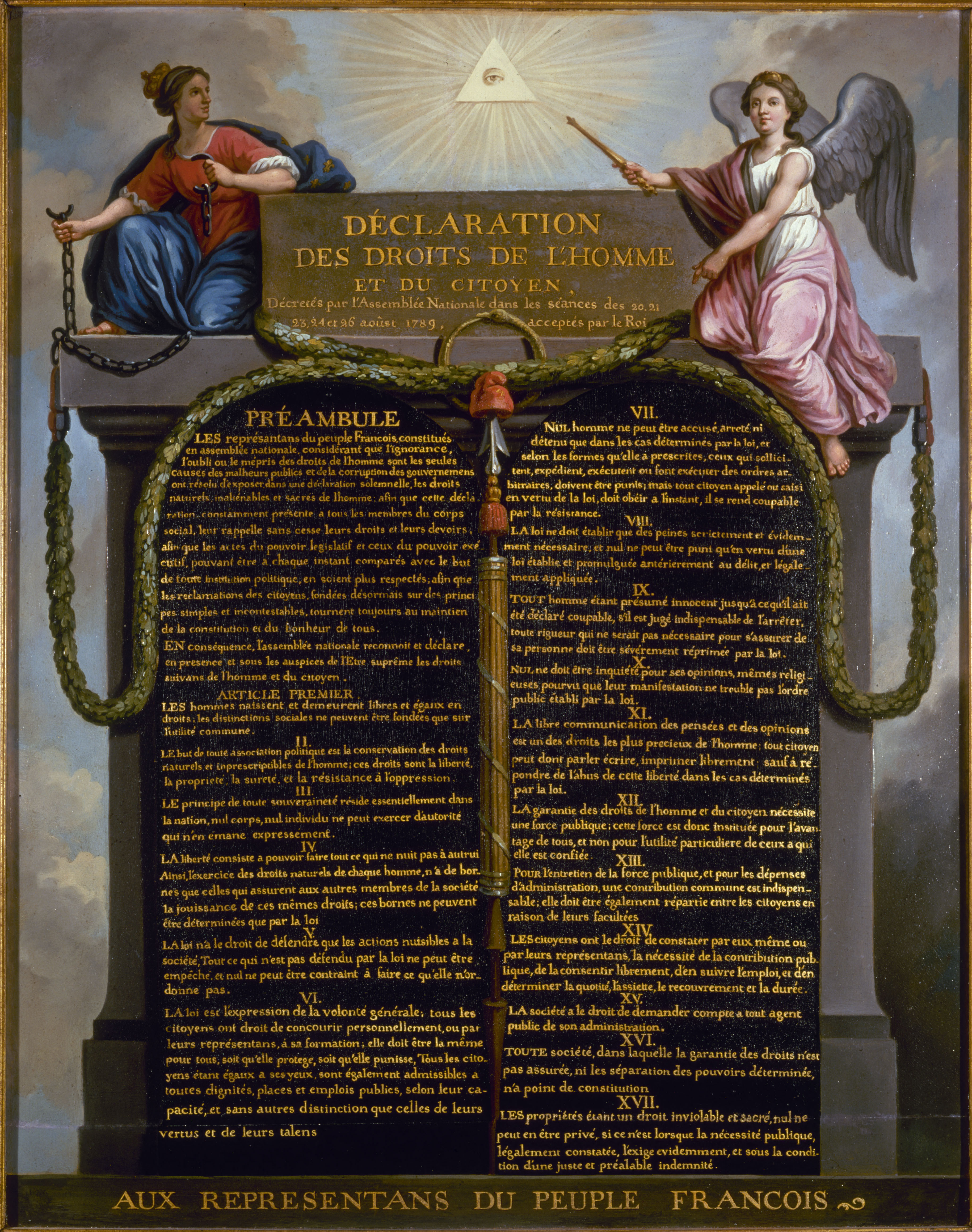
Deklarace práv člověka a občana
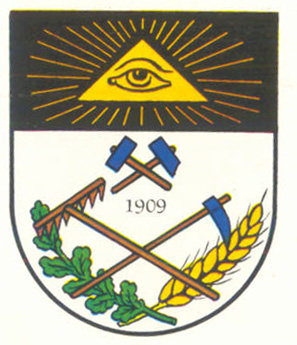
Boží oko na historickém znaku Karviné